# Senecio fruticulosus
Senecio fruticulosus ist eine Pflanzenart aus der Gattung Greiskräuter (Senecio) in der Familie der Korbblütler (Asteraceae).

## Merkmale
Senecio fruticulosus ist ein niedriger, ausdauernder Halbstrauch, der Wuchshöhen von 5 bis 15 Zentimeter erreicht. Die ungeteilten Blätter sind länglich, entfernt gezähnt und am Grund verschmälert. Stängelblätter sind am Grund leicht geöhrt und kahl. Die Pflanze besitzt einen oder wenige Köpfe.
Die Blütezeit reicht von Juni bis August.
Die Chromosomenzahl beträgt 2n = 20.

## Vorkommen
Senecio fruticulosus ist auf Kreta endemisch. Die Art wächst in Igelpolsterheiden und auf Schutthalden in Höhenlagen von 1400 bis 2400 Meter, selten auch ab 1000 Meter.

## Belege
1. 1 2 3 4  Ralf Jahn, Peter Schönfelder: Exkursionsflora für Kreta. Mit Beiträgen von Alfred Mayer und Martin Scheuerer. Eugen Ulmer, Stuttgart (Hohenheim) 1995, ISBN 3-8001-3478-0, S. 318.
2. ↑   Tropicos.